# Feuilloy
Feuilloy is een gehucht in de Franse gemeente Avesnes-en-Val in het departement Seine-Maritime in Normandië.
Het gehucht ligt in het zuiden van de gemeente, meer dan twee kilometer ten zuidwesten van Villy-le-Haut, nabij de grens met Les Ifs en Fresnoy-Folny. Minder dan een kilometer ten zuidoosten ligt het gehuchtje La Londe, op het grondgebied van Fresnoy-Folny.

## Geschiedenis
De 18de-eeuwse Cassinikaart toont hier het plaatsje Feuilloy.
Op het eind van het ancien régime op het eind van de 18de eeuw, toen de gemeenten werden gecreëerd, werd de plaats een deel van de gemeente Caudecotte of Villy-le-Haut. Toen die gemeente in 1825 al werd opgeheven, werd Feuilloy mee ondergebracht in de gemeente Avesnes.
Aigumont · Avesnes-en-Val · Blanques · Feuilloy · Maisoncelle · Règnetuit · Saint-Aignan · Villy-le-Haut